# Silnice II/454
Silnice II/454 je silnice II. třídy ve Zlatých Horách. Je dlouhá 3,1 km. Prochází jedním krajem a jedním okresem.

## Vedení silnice

### Olomoucký kraj, okres Jeseník
- Zlaté Hory (křiž. II/457)
- Dolní Údolí (křiž. II/453)